# Movimiento Besa
El Movimiento Besa (en macedonio: Движење Беса, en albanés: Lëvizja Besa) es un partido político macedonio. Fue fundado en noviembre de 2014 por Zeqirija Ibrahimi, Bilal Kasami y Afrim Gashi, editor jefe de la revista "Shenja". Su ideología está basada en el conservadurismo social y en los intereses de las minorías albanesas en Macedonia del Norte.
Entre otros miembros fundadores estaban: Rexhep Memedi, Adnan Azizi, Hysni Ismaili, Adnan Ismaili y Skënder Rexhepi, siendo este último líder de la Asociación "Elita".

## Historial electoral
|  | 5.01 % |

|  | 35.89 % |

|  | 10.92 % |

(**)Como parte de la coalición Podemos.
(*)Como parte de la coalición Vale la Pena.